# Rena boettgeri
Espèce
Synonymes
- Glauconia boettgeri Werner, 1899
- Leptotyphlops humilis boettgeri (Werner, 1899)
- Rena humilis boettgeri (Werner, 1899)

Rena boettgeri est une espèce de serpents de la famille des Leptotyphlopidae.

## Répartition
Cette espèce est endémique de Basse-Californie au Mexique. 

## Étymologie
Cette espèce est nommée en l'honneur d'Oskar Boettger.

## Publication originale
- Werner, 1899 : Beschreibungen einiger neuer Schlangen und Batrachier. Zoologischer Anzeiger, vol. 22, p. 114-117 (texte intégral).